# Hunter (Wisconsin)
Hunter – miasto w Stanach Zjednoczonych, w stanie Wisconsin, w hrabstwie Sawyer.